# Sage von der fehlenden Krone am südlichen Domturm
Die Sage von der fehlenden Krone am südlichen Domturm spielt im 17. Jahrhundert während des Dreißigjährigen Kriegs in Magdeburg und Umgebung.

## Historischer Hintergrund
Es ist unklar, ob die südliche Turmspitze des Magdeburger Doms jemals eine Krone hatte. In den Aufzeichnungen, Postillen über die Evangelia, am Tage Mauritii, des Dompredigers Siegfried Sack wird ein Unwetter erwähnt, bei dem die Krone zerschlagen wurde und herabstürzte. Daher war sie in der Zeit des Dreißigjährigen Kriegs nicht mehr vorhanden.
Im Jahre 1631 wurde Magdeburg von den kaiserlichen Truppen unter Tilly und Gottfried Heinrich zu Pappenheim belagert. Die Belagerung ging als Magdeburger Hochzeit in die Geschichte ein. Die Anhöhe Kroatenberg trägt heute den Namen Georgshöhe.

## Sage
Der Magdeburger Oberst von Boye ließ während der Belagerung Magdeburgs einige Geschütze auf die Galerien des südlichen Domturmes schaffen. Von dort aus nahm man die feindlichen Laufgräben und Batterien bei Sudenburg mit solchem einem Geschick unter Beschuss, dass diesen großer Schaden zugefügt wurde. 
Als Pappenheim davon hörte, machte er sich auf den Weg, um sich die Sache selbst anzusehen. Auf dem Weg dorthin wurde er zu Tilly gerufen, der gerade Gericht über einen entlaufenen und wieder eingefangenen Kroaten hielt und diesen zum Tode verurteilte. Während der Kroate noch mit gebundenen Händen in der Nähe stand, erzählte Pappenheim dem General von der neuen Bedrohung. Der Kroate hörte das Gespräch mit an und stürzte vor den beiden Befehlshabern auf die Knie und bat um sein Leben, im Gegenzug für sein Leben versprach er, die Krone des südlichen Domturms mit drei Schüssen herunterzuschießen. Tilly ging auf das Angebot ein und befahl ihm, sogleich das Geschütz zu richten. 
Der kroatische Kanonier wurde auf einen Hügel vor Sudenburg geführt, auf dem sich eine der am meisten bedrohten Batterien befand. Mit dem ersten Schuss traf der Kroate die Krone des südlichen Domturmes und mit dem zweiten und dritten zerstörte er sie vollständig. Die zerborstene Krone stürzte herab und die Geschütze auf der Galerie verstummten.
Ihm zu Ehren wurde der Hügel von da ab Kroatenberg genannt.

## Einzelnachweis
1. 1 2 3  Die Sage von der fehlenden Krone am südlichen Domturme, in: Wilhelm Leinung und Rudolf Stumvoll: Aus Magdeburgs Sage und Geschichte. Verlag Julius Neumann, 1894, S. 105–106 (Volltext in der Google-Buchsuche). Als Nachdruck: Aus Magdeburgs Sage und Geschichte, Fliegenkopf-Verlag, Halle 1992, ISBN 978-3-910147-36-2.